# Olivaichthys cuyanus
Olivaichthys cuyanus är en fiskart som först beskrevs av Ringuelet, 1965.  Olivaichthys cuyanus ingår i släktet Olivaichthys och familjen Diplomystidae. Inga underarter finns listade i Catalogue of Life.